# Кларкс Грен (Пенсилванија)
Кларкс Грен (енгл. Clarks Green) град је у америчкој савезној држави Пенсилванија.

## Демографија
По попису из 2010. године број становника је 1.476, што је 154 (-9,4%) становника мање него 2000. године.
| Група             | 2000.         | 2010.         |
| Белци             | 1.594 (97,8%) | 1.407 (95,3%) |
| Афроамериканци    | 1 (0,1%)      | 11 (0,7%)     |
| Азијати           | 29 (1,8%)     | 29 (2,0%)     |
| Хиспаноамериканци | 1 (0,1%)      | 22 (1,5%)     |
| Укупно            | 1.630         | 1.476         |